# Brťov-Jeneč
Brťov-Jeneč település Csehországban, a Blanskói járásban. Brťov-Jeneč Zhoř, Žernovník, Dlouhá Lhota, Býkovice, Rašov, Bukovice, Lubě és Kunčina Ves településekkel határos. Lakosainak száma 354 fő (2024. január 1.).

## Népesség
A település lakosságának változását az alábbi diagram mutatja:
| Lakosok száma | 449  | 441  | 470  | 453  | 380  | 360  | 367  | 362  | 348  | 354  |
|               | 1869 | 1890 | 1921 | 1950 | 1980 | 2001 | 2017 | 2019 | 2022 | 2024 |